# 四浦半島

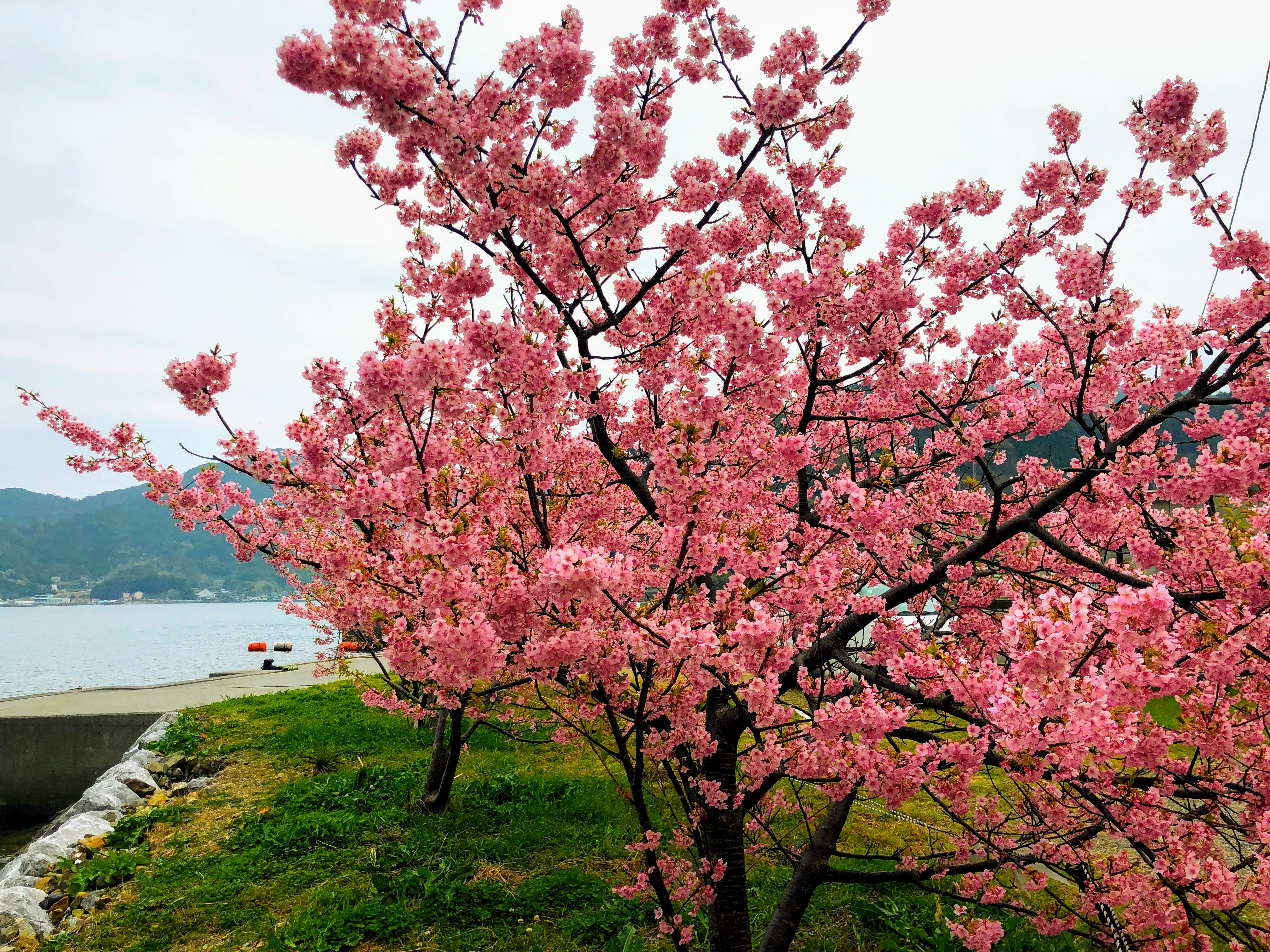
津久見市四浦地区の河津桜

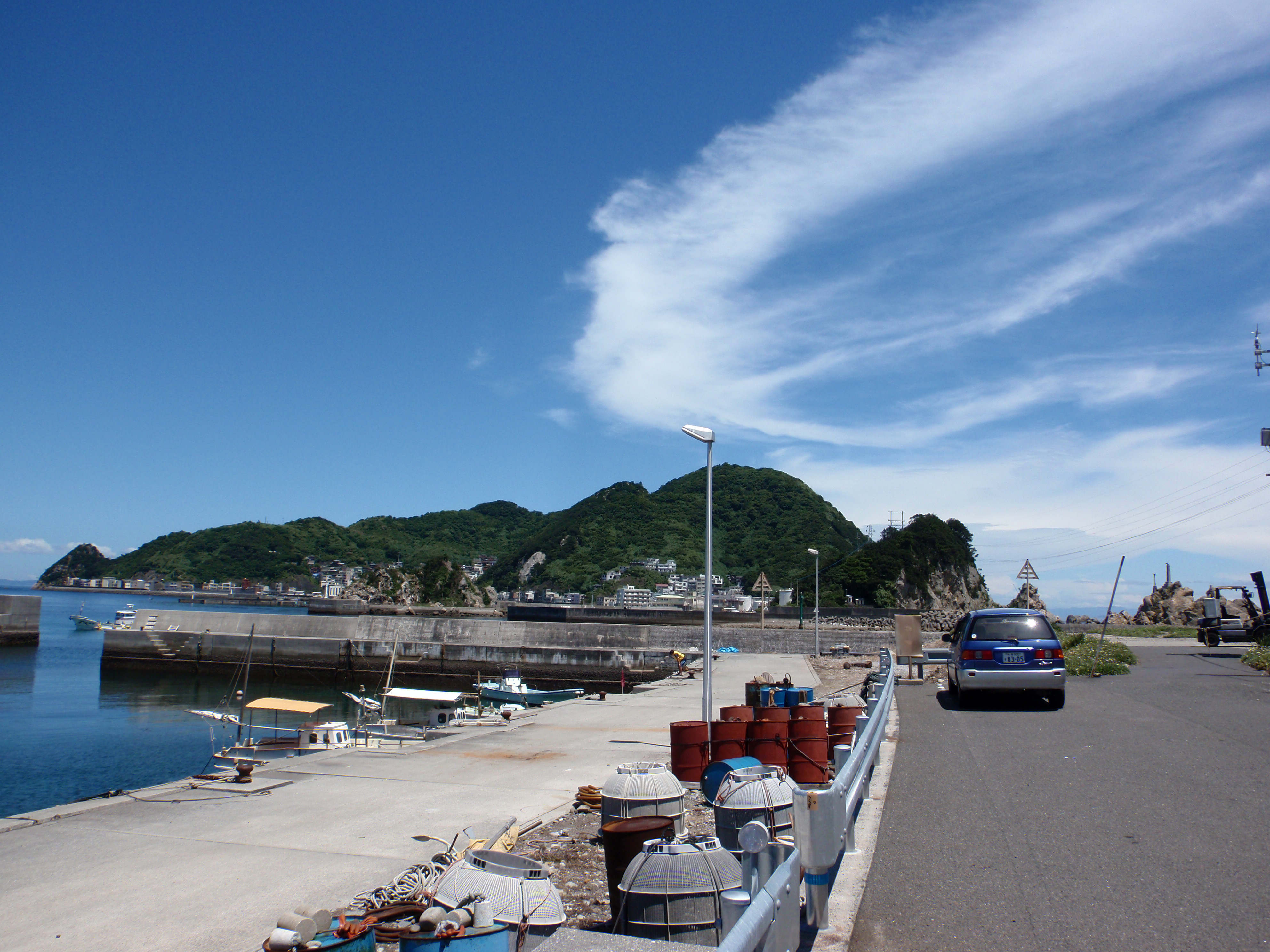
大分県道611号四浦日代線起点

四浦半島（ようらはんとう）は、大分県の南部にある半島。半島の北側は津久見市、南側は佐伯市に属する。

## 概要
大分県の南部に位置し、豊後水道に向かって東に突き出す、リアス式海岸が発達した半島である。山がちで集落は沿岸部に集中しており、この半島の稜線付近を境に、半島の北半分は津久見市、南半分は佐伯市（旧南海部郡上浦町）に分かれる。半島の北側には津久見湾、南側は佐伯湾が広がる。半島の突端にはマグロの遠洋漁業の基地として有名な保戸島が浮かぶ。
四浦とは、四浦半島北岸にある落野浦・久保泊浦・鳩浦・深良津浦（現：津久見市四浦）の4つの浦の総称で、昭和26年（1951年）までこの地域には四浦村があった。
北側の津久見市四浦地区には、3,600本以上のカワヅザクラが植えられており桜の名所となっている。南側の佐伯市（旧上浦町）には、夫婦岩で有名な豊後二見ヶ浦、快水浴場百選に選定された瀬会海水浴場（ぜあいかいすいよくじょう）がある。
半島の北側を大分県道611号四浦日代線、南側を大分県道541号四浦港津井浦線が走る。